# Dimitrie Vatamaniuc
Dimitrie Vatamaniuc (n. 25 septembrie 1920, Sucevița – d. 4 iulie 2018, București) a fost un critic și istoric literar român, membru de onoare (2001) al Academiei Române, reputat eminescolog și un fervent apărător și promotor al culturii și civilizației românești din Bucovina de Nord.

## Studii
Primii ani îi petrece în comuna natală, cu cele două bunici: Melania și Elisabeta. Tot aici a urmat școala primară (1927-1935). Continuă cu Școala Normală de Învățători de la Cernăuți (1935-1940) și apoi Liceul „Eudoxiu Hurmuzachi” de la Rădăuți (1940-1943). În 1947 devine licențiat al Facultății de Litere și Filosofie din Cluj, cu specializare în istoria literaturii române, estetică literară și istoria românilor. În timpul studiilor universitare a fost membru în comitetul de conducere al societății studențești bucovinene Junimea.
În 1952 a fost admis pe unul din cele două locuri pe țară la doctorat pentru istoria literară de la Institutul de Istorie și Folclor al Academiei Române, și l-a avut conducător științific pe George Călinescu. Teza de doctorat cu tema „Ioan Popovici-Bănățeanul și lumea meseriașilor” a fost susținută în 1957.

## Activitate
A fost profesor de limba și literatura română la Liceul „Andrei Mureșanu” din Dej (1947-1953), redactor la Almanahul literar din Cluj (1952), cercetător la Institutul de Istorie Literară și Folclor (din 1956) și lector la Universitatea din București (din 1957). Din motive politice este îndepărtat de la catedră și este angajat bibliotecar la Biblioteca Centrală Universitară (1961-1964) și, din 1964, șef de secție la Centrul de Documentare și Informare Științifică al Academiei Române. Din 1974 a lucrat pentru scurt timp în calitate de cercetător la Institutul de Teorie și Istorie Literară „G. Călinescu" al Academiei Române.
Din 1975 este iar îndepărtat și ajunge la Muzeul Literaturii Române din București, până în anul 2001. Se va retrage în arhive și biblioteci, rezultatul fiind o valoroasă activitate de istoric literar și de editor.

## Opera
Dimitrie Vatamaniuc a continuat opera lui Dumitru S. Panaitescu (Perpessicius), care și-a închinat viața studierii operei poetului Mihai Eminescu. El este cunoscut și apreciat în țară și străinătate pentru cercetarea și publicarea operelor complete ale lui Mihai Eminescu, îndeosebi a celebrelor Manuscrise facsimilate. Păstrate de Titu Maiorescu și donate Academiei Române în 1902, aceste manuscrise au fost legate în 45 de caiete, fără o cronologie strictă și fără o ordine tematică. „Caietele” au fost citite, descifrate, valorificate și reproduse în ediții succesive, timp de un secol, de câteva generații de eminescologi, de la Perpessicius, George Calinescu, la Dimitrie Vatamaniuc și Petru Creția.

Referindu-se la dăruirea cu care Dimitrie Vatamaniuc a lucrat la ediția integrală Eminescu, Petru Creția spune:
„ Prezența lui D. Vatamaniuc a fost providențială. Cunoașterea amănunțită a autorului și a epocii, îndelungata experiență a manuscriselor eminesciene, echilibrul și pătrunderea judecăților sale, tenacitatea și hărnicia lui, o disciplină de fier a muncii zilnice, smerenia cu care accepta soluțiile care veneau din afara ariei sale specifice de competență, capacitatea de a rezista oricăror adversități au făcut din el un coechipier admirabil, iar voința sa neabătută a făcut posibil ducerea până la bun capăt a lucrărilor. ”— Petru Creția ,  - Constantin Hrehor, Convorbiri sub scara cu îngeri, Editura Timpul, Iași, 2010, p.334
Sub coordonarea lui Dimitrie Vatamaniuc, un grup de cercetători a publicat, începând cu 1977, proza și publicistica lui Eminescu. În 1993, s-a încheiat publicarea traducerilor din manuscrisele lui Eminescu, texte germane, note de curs.
A editat opera lui Ioan Slavici, în 14 volume (1967-1987) și Avatarii Faraonului Tlà de G. Călinescu (1979).
Născut și crescut în Bucovina de Nord, Dimitrie Vatamaniuc s-a implicat cu dăruire în studierea, apărarea și promovarea valorilor culturale românești din această zonă. A fost director al Centrului pentru Studierea Problemelor Bucovinei din Rădăuți al Academiei Române, transformat, în 1992, în Institutul Național „Bucovina” de la Rădăuți; redactor-responsabil al revistei „Analele Bucovinei” și coordonator al Enciclopediei Bucovinei în studii și monografii; director al revistei „Septentrion”, publicație a Societății pentru Cultura și Literatura Română din Bucovina (Rădăuți), și „Glasul Bucovinei” (Cernăuți).

## Recunoaștere
- membru de onoare al Academiei Române (2011)
- membru al The International Academy „Mihai Eminescu” (India, 1998)
- membru al Centrului Internațional „Mihai Eminescu” (Chișinău, 2001)
- Doctor Honoris Causa al Universității „Lucian Blaga” din Sibiu
- Doctor Honoris Causa al Universității „Ștefan cel Mare” din Suceava[5]
- Medalia comemorativă "150 de ani de la nașterea lui Mihai Eminescu"[6]
- Premiul de Excelență al Fundației Culturale a Bucovinei (2002)
- Premiul Academiei Internaționale „Mihai Eminescu” din Craiova[7]
- Cetățean de onoare al comunei Sucevița (26 octombrie 1995)
- Cetățean de onoare al municipiului Rădăuți
- Cetățean de onoare al comunei Șiria din Arad
- Director onorific al Institutului „Bucovina” din Rădăuți[8]
- Diplomă de Excelență pentru "contribuția deosebită la punerea în valoare a istoriei literare române, precum și verticalitatea morală, la împlinirea vârstei de 90 de ani" din partea Societății Scriitorilor Bucovineni[9]
- Medalia Aniversară de Argint, din partea Fundației Culturale a Bucovinei la 15 ani de existență a Fundației[9]

Școala gimnazială din Sucevița, construită în 1894, în poartă numele: Școala Gimnazială ”Dimitrie Vatamaniuc”, Sucevița

## Lucrări publicate

### Studii eminesciene
- Mihai Eminescu, Opere (1999-2003) - Editura Univers Enciclopedic
- Mihai Eminescu, Opere (1999-2003) - Editura Academiei Române
- Mihai Eminescu, Opere (2015) - Fundația Națională pentru Știință și Artă, Academiei Române
- Publicistica lui M. Eminescu. 1870-1877 (1977)
- Eminescu. Manuscrisele (1988)
- Eminescu. Contribuții documentare (1993)
- Eminescu și Transilvania (1993)
- Publicistica lui Eminescu. 1877-1883, 1888-1889 (1996)
- Caietele lui Eminescu. Mitologie și document (1998)
- Bucovina între Occident și Orient (2006)
- Eminescu în ediția academică integrală (2010)
- Eminescu în ediții integrale (2013)

Numeroase alte studii au văzut lumina tiparului și pot fi consultate în biblioteci.

### Alte studii
- G. Coșbuc. O privire asupra operei (1967)
- Ioan Slavici și lumea prin care a trecut (1968)
- Ioan Slavici. Opera literară (1970)
- Ion Agârbiceanu (1970)
- Lucian Blaga. Biobibliografie (1977)
- Lucian Blaga. Contribuții documentare la biografia sa și a operei (1998)
- Tudor Arghezi. Biobibliografie (2005)

### Conferințe
- Academician Dimitrie Vatamaniuc la Conferința de joi (19 feb 2004)[11]